# 沙尼·戴维斯
沙尼·戴维斯（英語：Shani Davis，1982年8月13日—），美国男子速度滑冰运动员。他曾代表美国参加2002年、2006年、2010年、2014年和2018年冬季奥运会速度滑冰比赛，共获得2枚金牌和2枚银牌。